# Ustroń
Ustroń (en silésien : Ustrůńe) est une ville du powiat de Cieszyn, dans la voïvodie de Silésie, en Pologne. Elle couvre une superficie de 59,03 km2 et comptait 15 588 habitants en 2010.